# Andrea Denver
Andrea Denver, pseudonimo di Andrea Salerno (Verona, 3 maggio 1991), è un modello italiano, attivo principalmente negli Stati Uniti.

## Biografia
Classe 1991, nasce a Verona da padre di professione pediatra e da madre docente universitaria. Nel 2013 si laurea presso l'Università degli Studi di Verona nel corso di Scienze della comunicazione. Nel 2014 si recò in Florida per conseguire un master in comunicazione, e proprio qui fu notato dai talent scout della Wilhelmina Models che lo ingaggiarono come modello. Da allora si fa conoscere col nome d'arte di "Andrea Denver", in onore alla squadra di basket per cui fa il tifo: i Denver Nuggets.
Ad oggi risulta essere tra i modelli uomini di nazionalità italiana più richiesti e pagati al mondo. Molto popolare sui social network, in particolare Instagram, vanta oltre 1,3 milioni di followers. Per tre anni consecutivi (dal 2015 al 2017) è stato nominato come "modello dell'anno" sulla piattaforma di moda Models.com. Sempre dalla stessa piattaforma è considerato uno tra i modelli più influenti al mondo sui social media.

## Carriera
Nel 2014 ha acquistato fama a livello internazionale per essere apparso nei videoclip musicali di Jennifer Lopez, I Luh Ya Papi, e di Taylor Swift, Blank Space e anche a seguito di un presunto flirt con la popstar Madonna.
È stato testimonial di numerose campagne pubblicitarie come Hugo Boss, Guess?, MAC Cosmetics, Brooks Brothers, Longines. Ha inoltre calcato le più ambite passerelle italiane e americane sfilando per grandi marchi internazionali come Intimissimi, Dolce & Gabbana, Ralph Lauren e 2(x)ist. Vanta anche svariate apparizioni sulle copertine di riviste di tutto il mondo, tra cui: Men's Health, L'Officiel Hommes, Paper, Velvet, FHM, Lui, FourTwoNine, Risbel, Jon magazine, Adon magazine e Lewis Magazine. Nel corso degli anni ha posato davanti all'obiettivo di fotografi di fama internazionale come Collier Schorr, Craig McDean, Rick Day, Anaya-Lucca, Yuri Catania e Brent Chua.

### Televisione
Nel settembre 2019 debutta in televisione partecipando alla seconda edizione del reality show britannico The Circle UK su Channel 4 nell'episodio 16.
Nel 2020 è tra i concorrenti della quarta edizione del Grande Fratello VIP, condotto da Alfonso Signorini, dove viene eliminato nel corso dell'ultima puntata senza però accedere alla finale.
Nel febbraio 2021 entra a far parte del cast della prima stagione di "Winter House" su Bravo, network americano seguito da più di 90 milioni di telespettatori.
Viene richiamato dallo stesso network per partecipare nell'estate del 2021 alla sesta edizione di "Summer House".

## Campagne pubblicitarie
- Guess Watches (Fall 2019)
- JEEP x GO Carpisa (2019)
- Casanova Oheka (Winter 2018)
- Longines Watches (Fall/Winter 2018)
- English Laundry (Fall/Winter 2018)
- 2(x)ist (Summer 2018)
- Hysideis (Spring/Summer 2018)
- Tatras (Fall/Winter 2017)
- Marcuse Australia (Summer 2017)
- Tatras (Spring/Summer 2017)
- MAC Cosmetics (2015)
- Hugo Boss (2015)
- Brooks Brothers (Spring 2015)

## Televisione
- The Circle UK (Channel 4, 2019) Guest star
- Grande Fratello VIP 4 (Canale 5, 2020) - Concorrente
- Ogni Mattina (TV8, 2020) - Ospite
- Winter House (Stagione 1 - 2021) - Bravo (rete televisiva)[24] - Cast member
- Summer House 6 - Estate 2021[24][25]- Bravo (rete televisiva)

## Videoclip
- Il più fragile - Gianluca Grignani (2011)
- I Luh Ya Papi - Jennifer Lopez (2014)
- Ugly Heart - G.R.L. (2014)
- Blank Space - Taylor Swift (2014)
- Bitch I'm Madonna - Madonna feat. Nicki Minaj (2015)

## Agenzie
- Wilhelmina – Miami[1]
- Soul Artist Management – New York[26]
- Next – Londra[27]
- Uno Barcelona – Madrid[28]
- D'Management Group – Milano[29]
- Plotino Models – Toronto[30]
- Option 1 Models – Chicago[31]
- Alex Model Agency – Firenze[32]